# Jörg Michael Fey
Jörg Michael Fey (* 20. Mai 1950 in Lüdenscheid; † 10. Juli 1996) war ein deutscher Biologe.

## Leben
Jörg Michael Fey wuchs an seinem Geburtsort auf und absolvierte 1969 das Abitur am Zeppelin-Gymnasium Lüdenscheid. Er studierte Biologie und ihre Didaktik an der Ruhr-Universität Bochum und legte 1973 das Erste Staatsexamen für das Lehramt an Gymnasien im Fach Biologie ab. Von 1974 bis 1976 erforschte er im Auftrag des Ruhrverbands den Einfluss der Wärmebelastung durch Kraftwerk-Kühlwasser auf die Biozönose der Lenne. Mit den Ergebnissen dieser Arbeit wurde er 1976 bei Hans Mergner am Lehrstuhl für Spezielle Zoologie der Ruhr-Universität promoviert.
Von 1976 bis 1978 arbeitete er als Studienreferendar der Biologie in Hagen, ab 1978 zunächst als Studienrat, dann als Oberstudienrat am Bergstadt- und Zeppelin-Gymnasium Lüdenscheid. Während seiner Tätigkeit als Lehrer am Zeppelin-Gymnasium betrieb er mehrere Forschungsprojekte für Schüler. Die Einrichtung und Betreuung eines Freilandlabors zur Erforschung der Ökologie der Volme waren Teil seiner interdisziplinären Lehrmethoden.
Von 1978 bis 1982 war Jörg Michael Fey Vorsitzender der Naturwissenschaftlichen Vereinigung Lüdenscheid, ab 1985 Mitglied der Arbeitsgemeinschaft für biologisch-ökologische Landeserforschung mit Sitz in Münster, ab 1986 ordentliches Mitglied im Landschaftsbeirat des Regierungsbezirks Arnsberg und bis 1988 Referent für die Lehrerfortbildung zum Thema Ökologie der Gewässer.
Zum 12. Oktober 1990 trat er bei Eberhard G. Schmidt am Lehrstuhl für Biologie und ihre Didaktik der Universität GH Essen eine Stelle als Wissenschaftlicher Mitarbeiter und Dozent an. Er veröffentlichte mehrere wissenschaftliche Arbeiten zur Hydrobiologie, hielt Vorträge und bereitete seine Habilitation vor, die er jedoch nach langer Krankheit nicht vollenden konnte.
Er war verheiratet mit Susanne Fey geb. Cramer und hinterlässt fünf Kinder (Tobias, Sebastian, Stefan, Anne und Johannes).